# Tournai
|  | Per a altres significats, vegeu «Tournay». |

Tournai (Doornik en neerlandès, Tornacum en llatí) és una ciutat de Bèlgica a la regió valona de la província d'Hainaut, situada a 85 quilòmetres al sud-oest de Brussel·les, a una altitud de 22 m. L'1 de gener de 2018 tenia 69.554 habitants.

## Història

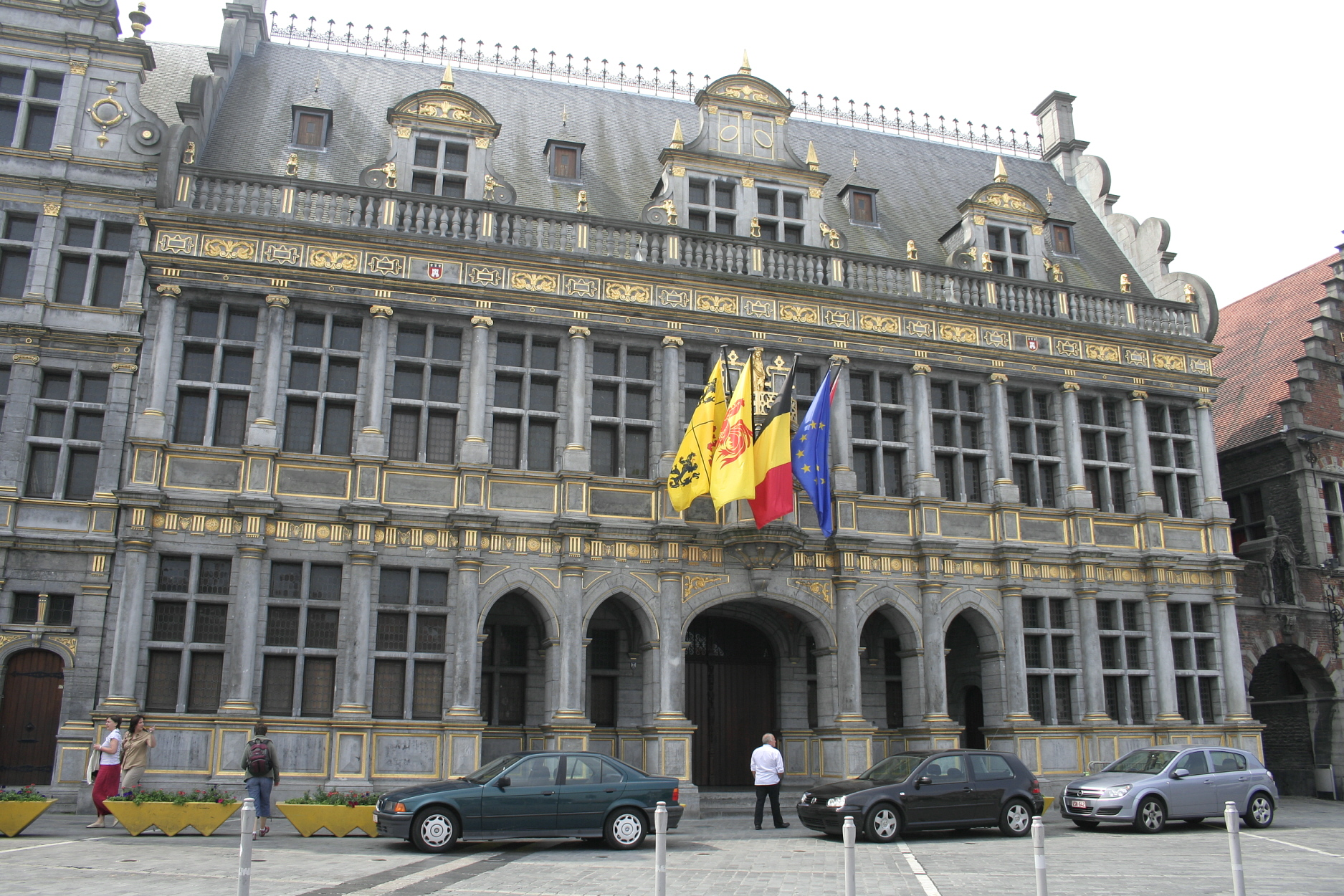
Mercat dels Draps

Des del 1146 és la seu del bisbat de Tournai. Lluís XIV de França la va conquerir el 1668, però la va cedir a Àustria en el 1713. Des d'aquella data, la ciutat va seguir la sort del conjunt dels Països Baixos austríacs. El 1755 va tenir lloc la batalla de Fontenoy (a uns 10 km de Tournai), amb victòria francesa i irlandesa contra les tropes aliades angleses i austríaques.

## Geografia
L'Escalda, navegable, rega la ciutat i la connecta al port d'Anvers; més avall, al nord via l'Spierekanaal, amb la xarxa dels canals de França via el canal de Roubaix i pel canal Kortrijk-Bossuit amb el riu Leie.

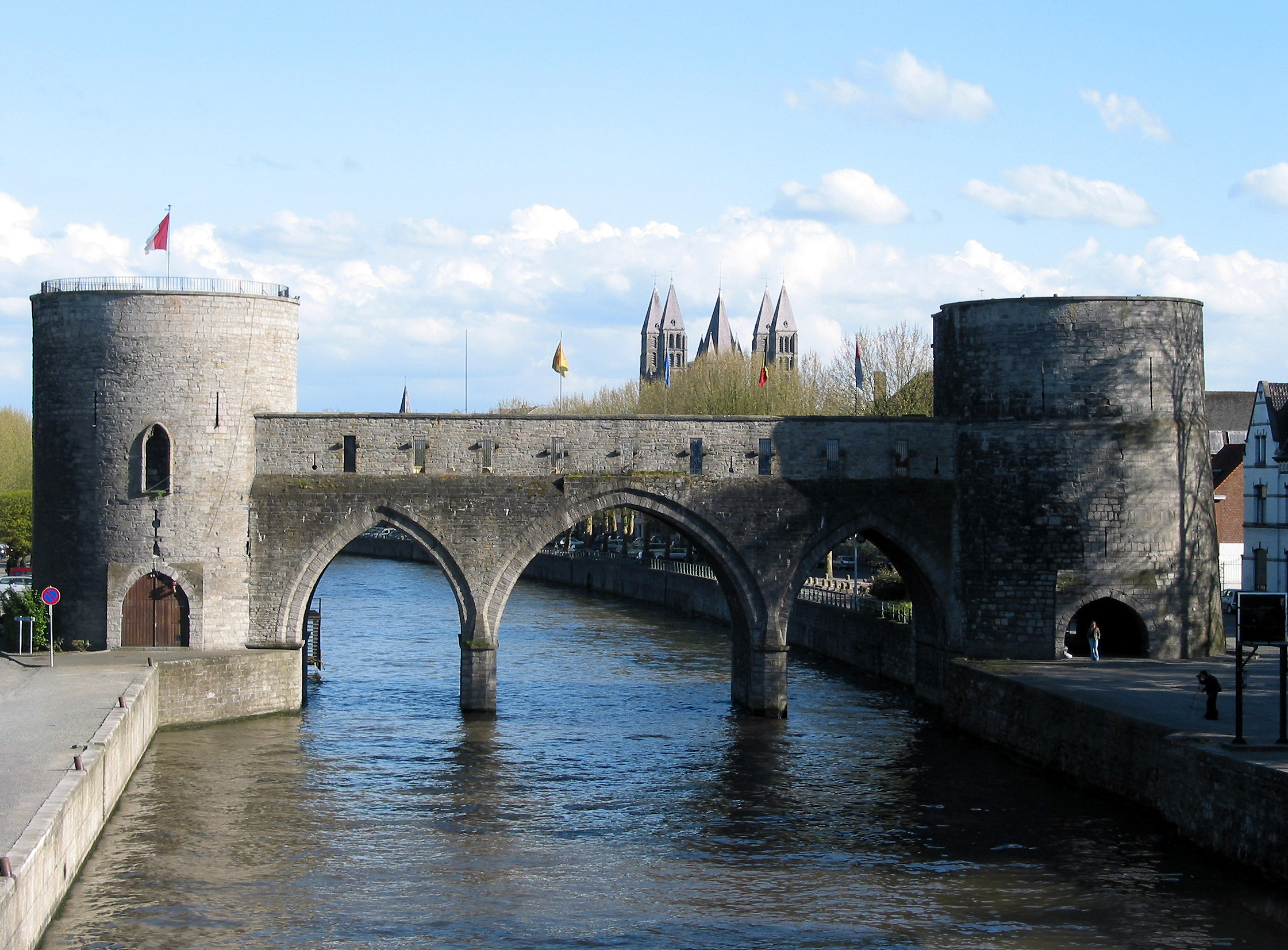
Pont vell a l'Escalda

## Fills il·lustres
- Gaspar van Weerbeke, compositor del Renaixement
- Amadeu Dubois (1818-1865), violinista
- Pierre de La Rue, compositor renaixentista
- Theobald Michau, pintor
- Jean Noté (1858-1922), fou un cantant d'òpera (baríton).
- Marbrianus d'Orto (1460-1529), cantor i compositor.
- Ludivine Dedonder (1977), política socialista belga